# Marc Odenthal
Marc Odenthal (* 25. Januar 1991 in Köln) ist ein deutscher Judoka, der in der Gewichtsklasse bis 90 kg antritt.
Odenthal gewann bei den U17-Europameisterschaften 2006 die Silbermedaille in der Gewichtsklasse bis 73 kg. 2007 siegte er bei den deutschen U17-Meisterschaften in der Gewichtsklasse bis 81 kg. Nach seinem Aufstieg in die Gewichtsklasse bis 90 kg folgte auf einen zweiten Platz 2008 in den beiden Jahren 2009 und 2010 der Sieg bei den deutschen U20-Meisterschaften. 2011 erkämpfte er die Bronzemedaille bei den U23-Europameisterschaften. Den internationalen Durchbruch in der Erwachsenenklasse schaffte Odenthal 2013 mit einem Sieg beim Weltcup in Warschau. Bei den Europameisterschaften 2013 belegte er den fünften Platz im Einzel und gewann Bronze mit der Mannschaft. Mannschaftsbronze erhielt er auch bei den Weltmeisterschaften 2013, bei den Europameisterschaften 2014 sowie bei den Weltmeisterschaften 2014. 2015 gewann Odenthal seinen ersten Deutschen Meistertitel. Im Oktober 2015 siegte er beim Grand Prix in Taschkent. Bei den Olympischen Spielen 2016 schied Odenthal in der ersten Runde aus.
Odenthal startet für den 1. JC Mönchengladbach.
Odenthal studiert an der Deutschen Sporthochschule Köln.